# Discografia di Harry Styles
La discografia di Harry Styles, cantante britannico, è costituita da tre album in studio, tredici singoli e oltre dieci video musicali.

## Album in studio
| Anno | Titolo | Classifiche | Classifiche | Classifiche | Classifiche | Classifiche | Classifiche | Classifiche | Classifiche | Classifiche | Classifiche | Certificazioni |
| Anno | Titolo | UK          | AUS         | BEL (FL)    | CAN         | IRE         | ITA         | NZL         | SWE         | SWI         | USA         | Certificazioni |
| ---- | --- | ----------- | ----------- | ----------- | ----------- | ----------- | ----------- | ----------- | ----------- | ----------- | ----------- | --- |
| 2017 | Harry Styles - Pubblicato: 12 maggio 2017 - Etichetta: Columbia - Formato: CD, LP, download digitale, streaming      | 1           | 1           | 1           | 1           | 1           | 2           | 2           | 3           | 3           | 1           | - UK: Platino (2) - AUS: Platino (2) - BEL: Oro - CAN: Platino - ITA: Platino (2) - NZL: Platino (3) - SWE: Oro - SWI: Oro - USA: Platino (2)             |
| 2019 | Fine Line - Pubblicato: 13 dicembre 2019 - Etichetta: Columbia - Formato: CD, LP, MC, download digitale, streaming   | 2           | 1           | 4           | 1           | 1           | 7           | 1           | 1           | 6           | 1           | - UK: Platino (2) - AUS: Platino (2) - BEL: Oro - CAN: Platino (4) - ITA: Platino (3) - NZL: Platino (6) - SWE: Platino - SWI: Platino - USA: Platino (3) |
| 2022 | Harry's House - Pubblicato: 20 maggio 2022 - Etichetta: Columbia - Formato: CD, LP, MC, download digitale, streaming | 1           | 1           | 1           | 1           | 1           | 1           | 1           | 1           | 1           | 1           | - UK: Platino (3) - AUS: Platino (2) - CAN: Platino - ITA: Platino (2) - NZL: Platino (4) - SWE: Platino - USA: Platino (2)                               |

## Singoli
| Anno                                                                                          | Titolo                       | Classifiche | Classifiche | Classifiche | Classifiche | Classifiche | Classifiche | Classifiche | Classifiche | Classifiche | Classifiche | Certificazioni | Album         |
| Anno                                                                                          | Titolo                       | UK          | AUS         | BEL (FL)    | CAN         | IRE         | ITA         | NZL         | SWE         | SWI         | USA         | Certificazioni | Album         |
| --------------------------------------------------------------------------------------------- | ---------------------------- | ----------- | ----------- | ----------- | ----------- | ----------- | ----------- | ----------- | ----------- | ----------- | ----------- | --- | ------------- |
| 2017                                                                                          | Sign of the Times            | 1           | 1           | 8           | 6           | 6           | 9           | 6           | 15          | 4           | 4           | - UK: Platino (2) - AUS: Platino (7) - BEL: Platino - CAN: Platino (4) - ITA: Platino (2) - NZL: Platino (4) - SWE: Platino (2) - SWI: Platino (2) - USA: Platino (5) | Harry Styles  |
| 2017                                                                                          | Two Ghosts                   | 58          | —           | 55          | 91          | 66          | —           | —           | —           | —           | 118         | - UK: Argento - AUS: Platino - CAN: Oro - NZL: Platino - USA: Platino                                                                                                 | Harry Styles  |
| 2017                                                                                          | Kiwi                         | 66          | 92          | 39          | —           | 72          | —           | —           | —           | —           | —           | - UK: Platino - AUS: Platino - CAN: Oro - ITA: Oro - NZL: Platino - USA: Platino                                                                                      | Harry Styles  |
| 2019                                                                                          | Lights Up                    | 3           | 7           | 52          | 14          | 4           | 37          | 7           | 15          | 22          | 17          | - UK: Oro - AUS: Platino (2) - CAN: Platino (2) - ITA: Oro - NZL: Platino (2) - USA: Platino (2)                                                                      | Fine Line     |
| 2019                                                                                          | Watermelon Sugar             | 4           | 5           | 2           | 3           | 2           | 21          | 4           | 9           | 3           | 1           | - UK: Platino (4) - AUS: Platino (10) - BEL: Platino - CAN: Diamante - ITA: Platino (3) - NZL: Platino (7) - SWI: Platino (2) - USA: Platino (7)                      | Fine Line     |
| 2019                                                                                          | Adore You                    | 7           | 7           | 12          | 10          | 4           | 78          | 6           | 40          | 35          | 6           | - UK: Platino (3) - AUS: Platino (7) - BEL: Oro - CAN: Platino (6) - ITA: Platino - NZL: Platino (5) - SWI: Platino - USA: Platino (5)                                | Fine Line     |
| 2020                                                                                          | Falling                      | 15          | 35          | 77          | 55          | 22          | —           | 24          | 81          | 55          | 62          | - UK: Platino (2) - AUS: Platino (3) - CAN: Platino (4) - ITA: Oro - NZL: Platino (3) - USA: Platino (3)                                                              | Fine Line     |
| 2020                                                                                          | Golden                       | 26          | 39          | 37          | 45          | 23          | 62          | 40          | 74          | —           | 57          | - UK: Platino - AUS: Platino - CAN: Platino (2) - ITA: Platino - NZL: Platino (2) - USA: Platino (2)                                                                  | Fine Line     |
| 2021                                                                                          | Treat People with Kindness   | —           | —           | 50          | —           | 73          | —           | —           | —           | —           | 118         | - UK: Argento - NZL: Oro - USA: Oro | Fine Line     |
| 2021                                                                                          | Fine Line                    | —           | 95          | —           | —           | —           | —           | —           | —           | —           | 111         | - UK: Platino - AUS: Platino - NZL: Platino - USA: Platino | Fine Line     |
| 2022                                                                                          | As It Was                    | 1           | 1           | 1           | 1           | 1           | 3           | 1           | 1           | 1           | 1           | - UK: Platino (5) - AUS: Platino (8) - CAN: Platino (8) - ITA: Platino (5) - NZL: Platino (6) - SWE: Platino (2) - SWI: Platino (4) - USA: Platino (6)                | Harry's House |
| 2022                                                                                          | Music for a Sushi Restaurant | 3           | 4           | 47          | 7           | —           | 68          | 4           | 34          | —           | 8           | - UK: Platino - AUS: Platino - CAN: Platino - NZL: Platino - USA: Platino                                                                                             | Harry's House |
| 2022                                                                                          | Late Night Talking           | 2           | 2           | 10          | 3           | 2           | 25          | 2           | 9           | 11          | 3           | - UK: Platino - AUS: Platino (2) - CAN: Platino (3) - ITA: Platino - NZL: Platino (2) - SWE: Oro - SWI: Oro - USA: Platino (2)                                        | Harry's House |
| 2023                                                                                          | Satellite                    | 18          | 10          | —           | 18          | 6           | —           | 30          | 50          | —           | 21          | - UK: Platino - AUS: Oro - CAN: Platino - ITA: Oro - NZL: Platino - USA: Platino                                                                                      | Harry's House |
| "—" indica che l'opera non si è classificata o che non è stata pubblicata in quel territorio. |                              |             |             |             |             |             |             |             |             |             |             | |               |

### Singoli promozionali
| Anno | Titolo         | Classifiche | Classifiche | Classifiche | Classifiche | Classifiche | Classifiche | Classifiche | Classifiche | Certificazioni                                                                                   | Album        |
| Anno | Titolo         | UK          | AUS         | CAN         | IRE         | ITA         | NZL         | SWE         | USA         | Certificazioni                                                                                   | Album        |
| ---- | -------------- | ----------- | ----------- | ----------- | ----------- | ----------- | ----------- | ----------- | ----------- | ------------------------------------------------------------------------------------------------ | ------------ |
| 2017 | Sweet Creature | 46          | 39          | 69          | 37          | 85          | 39          | 95          | 93          | - UK: Platino - AUS: Platino (2) - CAN: Platino - NZL: Platino (2) - SWE: Oro - USA: Platino (2) | Harry Styles |

## Altri brani entrati in classifica
| Anno                                                                                          | Titolo                 | Classifiche | Classifiche | Classifiche | Classifiche | Classifiche | Classifiche | Classifiche | Classifiche | Classifiche | Classifiche | Certificazioni                                                                       | Album di provenienza |
| Anno                                                                                          | Titolo                 | UK          | AUS         | BEL (FL)    | CAN         | IRE         | ITA         | NZL         | SWE         | SWI         | USA         | Certificazioni                                                                       | Album di provenienza |
| --------------------------------------------------------------------------------------------- | ---------------------- | ----------- | ----------- | ----------- | ----------- | ----------- | ----------- | ----------- | ----------- | ----------- | ----------- | ------------------------------------------------------------------------------------ | -------------------- |
| 2017                                                                                          | Meet Me in the Hallway | 64          | —           | —           | 100         | 56          | —           | —           | —           | —           | —           | - UK: Argento - NZL: Oro - USA: Oro                                                  | Harry Styles         |
| 2017                                                                                          | Carolina               | 51          | —           | —           | 83          | 49          | —           | —           | —           | —           | 114         | - UK: Argento - NZL: Oro - USA: Oro                                                  | Harry Styles         |
| 2017                                                                                          | Only Angel             | 80          | —           | —           | —           | 85          | —           | —           | —           | —           | —           | - UK: Argento - AUS: Oro - NZL: Oro - USA: Oro                                       | Harry Styles         |
| 2017                                                                                          | Ever Since New York    | 87          | —           | —           | —           | 78          | —           | —           | —           | —           | —           | - UK: Argento - NZL: Oro - USA: Oro                                                  | Harry Styles         |
| 2017                                                                                          | Woman                  | 99          | —           | —           | —           | 87          | —           | —           | —           | —           | —           | - UK: Argento - AUS: Oro - NZL: Oro - USA: Oro                                       | Harry Styles         |
| 2017                                                                                          | From the Dining Table  | —           | —           | —           | —           | 91          | —           | —           | —           | —           | —           | - UK: Argento - AUS: Platino - NZL: Platino - USA: Platino                           | Harry Styles         |
| 2019                                                                                          | Cherry                 | —           | 52          | —           | 69          | —           | —           | —           | —           | —           | 84          | - UK: Oro - AUS: Oro - CAN: Oro - NZL: Platino - USA: Platino                        | Fine Line            |
| 2019                                                                                          | To Be So Lonely        | —           | 69          | —           | 88          | —           | —           | —           | —           | —           | 102         | - UK: Argento - AUS: Oro - CAN: Oro - NZL: Oro - USA: Oro                            | Fine Line            |
| 2019                                                                                          | She                    | —           | 70          | —           | 90          | —           | —           | —           | —           | —           | 99          | - UK: Argento - AUS: Oro - NZL: Oro - USA: Platino                                   | Fine Line            |
| 2019                                                                                          | Sunflower, Vol. 6      | —           | 73          | —           | 96          | —           | —           | —           | —           | —           | 103         | - UK: Argento - AUS: Oro - CAN: Oro - NZL: Oro - USA: Platino                        | Fine Line            |
| 2019                                                                                          | Canyon Moon            | —           | —           | —           | —           | —           | —           | —           | —           | —           | 115         | - AUS: Oro - NZL: Oro - USA: Oro                                                     | Fine Line            |
| 2022                                                                                          | Grapejuice             | —           | 9           | —           | 12          | —           | 93          | 40          | 48          | —           | 15          | - UK: Argento - CAN: Oro - NZL: Oro - USA: Oro                                       | Harry's House        |
| 2022                                                                                          | Daylight               | —           | 8           | —           | 10          | —           | 84          | 8           | 51          | —           | 13          | - UK: Argento - CAN: Platino - AUS: Oro - NZL: Platino - USA: Oro                    | Harry's House        |
| 2022                                                                                          | Little Freak           | —           | 6           | —           | 9           | 59          | 66          | 9           | 38          | —           | 14          | - UK: Oro - CAN: Platino - NZL: Platino - USA: Oro                                   | Harry's House        |
| 2022                                                                                          | Matilda                | 63          | 3           | —           | 5           | 3           | 61          | 3           | 25          | 23          | 9           | - UK: Platino - AUS: Platino - CAN: Platino - ITA: Oro - NZL: Platino - USA: Platino | Harry's House        |
| 2022                                                                                          | Cinema                 | —           | 11          | —           | 16          | —           | —           | —           | 61          | —           | 22          | - UK: Argento - NZL: Oro - USA: Oro                                                  | Harry's House        |
| 2022                                                                                          | Daydreaming            | —           | 12          | —           | 21          | 18          | —           | —           | 64          | —           | 24          | - CAN: Oro - NZL: Oro - USA: Oro                                                     | Harry's House        |
| 2022                                                                                          | Keep Driving           | —           | 14          | —           | 17          | —           | —           | —           | 69          | —           | 25          | - UK: Oro - CAN: Oro - NZL: Oro - USA: Oro                                           | Harry's House        |
| 2022                                                                                          | Boyfriends             | —           | 15          | —           | 28          | —           | —           | —           | 44          | —           | 30          | - CAN: Oro - NZL: Oro - USA: Oro                                                     | Harry's House        |
| 2022                                                                                          | Love of My Life        | —           | 13          | —           | 22          | —           | —           | —           | 56          | —           | 29          | - CAN: Oro - NZL: Oro - USA: Oro                                                     | Harry's House        |
| "—" indica che l'opera non si è classificata o che non è stata pubblicata in quel territorio. |                        |             |             |             |             |             |             |             |             |             |             |                                                                                      |                      |

## Video musicali
| Anno | Titolo                       | Regista/i                  |
| ---- | ---------------------------- | -------------------------- |
| 2017 | Sign of the Times            | Woodkid                    |
| 2017 | Kiwi                         | Chris Barett e Luke Taylor |
| 2019 | Lights Up                    | Vincent Haycock            |
| 2019 | Adore You                    | Dave Meyers                |
| 2020 | Falling                      | Dave Meyers                |
| 2020 | Watermelon Sugar             | Bradley & Pablo            |
| 2020 | Golden                       | Ben Turner e Gabe Turner   |
| 2021 | Treat People with Kindness   | Ben Turner e Gabe Turner   |
| 2022 | As It Was                    | Tanja Muïn'o               |
| 2022 | Late Night Talking           | Bradley & Pablo            |
| 2022 | Music for a Sushi Restaurant | Aube Perrie                |
| 2023 | Satellite                    | Aube Perrie                |
| 2023 | Daylight                     | Tanja Muïn'o               |